# Zorzi (cognome)
Zorzi è un cognome di lingua italiana.

## Varianti
De Zorzi, Dezorzi, Zorza, Zorzati, Zorzato, Zorzella, Zorzet, Zorzetti, Zorzetto, Zorzin, Zorzoli, Zorzolo.

## Origine e diffusione
Cognome tipicamente settentrionale, è presente prevalentemente nel bresciano, mantovano, trentino, padovano, trevisano, veronese e veneziano.
Potrebbe derivare da una modificazione dialettale del prenome Giorgio.
In Italia conta circa 3314 presenze.
La variante Zorzati è veneta; Zorzato è padovano; Zorzet è triestino e goriziano; Zorzetti è bresciano; Zorzin è vicentino e goriziano; Zorza è bresciano; De Zorzi è veneziano, pordenonese, udinese e bellunese; Zorzetto è veneto; Dezorzi è dovuto ad errori di trascrizione del precedente.

## Persone
- Bartolomeo Zorzi (1260 ca.-1300 ca.) – poeta italiano
- Bruno Zorzi (1922) – ex calciatore italiano
- Cecilia Zorzi (1994) – velista italiana